# 莱韦尔
莱韦尔，是匈牙利杰尔-莫雄-肖普朗州所辖的一个村。总面积24.91平方公里，总人口1808，人口密度72.6人/平方公里（2011年1月1日）。